# Castello di Gottorf
Gottorf (in basso tedesco e in danese Gottorp) è un castello e una tenuta nella città di Schleswig, nello stato tedesco dello Schleswig-Holstein. Era la residenza di un ramo della dinastia reale appartenente al casato degli Oldenburg e oggi funge da museo. È situata su un'isola nel fiordo di Schlei a circa a 40 km dal Mar Baltico.

## Storia e descrizione
Fu utilizzata come tenuta per la prima volta nel 1161, come residenza del vescovo Occo di Schleswig, poiché la sua precedente residenza era stata distrutta. Il duca di Schleswig danese la acquisì tramite una vendita nel 1268 e nel 1340 fu in dotazione al conte di Holstein della casa di Schauenburg. Successivamente la tenuta, tramite eredità, diventò possedimento di Cristiano I di Danimarca, il primo re di Danimarca del casato degli Oldenburg, nel 1459.
L'isola e la costruzione si ingrandirono negli anni, e particolarmente nel XVI secolo. Federico I di Danimarca, figlio minore di Cristiano I di Danimarca, a quel tempo duca di Gottorp, fece della tenuta la sua residenza e diventò capostipite di due famiglie, i sovrani di Danimarca e i duchi di Gottorp. I duchi di Gottorp ebbero la residenza, che diventò centro culturale europeo nel regno di Federico III di Danimarca.
Il castello fu costruito dal famoso architetto svedese Nicodemus Tessin il Giovane (1697 - 1703).
Dopo che i duchi furono costretti a lasciare Gottorp nel 1702, il palazzo, ora occupato dai danesi, cadde in rovina nel 1713, durante il regno di Federico IV di Danimarca. Parti della costruzione, opere d'arte e altri arredi furono gradualmente portati via dal palazzo, e le strutture furono utilizzate come caserme sia dai danesi che dai prussiani nel XIX secolo.
Nella Seconda guerra mondiale il palazzo fu usato come centro di raccolta per sfollati.
Dal 1947, il palazzo è stato ristrutturato e riportato allo splendore originario. I lavori sono stati completati nel 1996.